# Buenavista, Villa Guerrero
Buenavista är en ort i Mexiko.   Den ligger i kommunen Villa Guerrero och delstaten Mexiko, i den sydöstra delen av landet, 80 km sydväst om huvudstaden Mexico City. Buenavista ligger 2 104 meter över havet och antalet invånare är 2 496.
Terrängen runt Buenavista är kuperad. Runt Buenavista är det ganska tätbefolkat, med 199 invånare per kvadratkilometer. Närmaste större samhälle är Villa Guerrero, 2,4 km nordost om Buenavista. I omgivningarna runt Buenavista växer huvudsakligen savannskog.